# 삼성동 (양산시)
삼성동(三城洞)은 대한민국 경상남도 양산시의 동이다. 삼성동은 신기동, 북정동 일원의 택지조성으로 유입 인구가 꾸준히 늘고 있으며, ‘북정공업지구’와 ‘산막공업지구’에 200여 중소기업체가 입주하여 지역 경제발전에 원동력이 되고 있다. 또한 삼성동 일원에 신기산성과 북정고분군, 호계석굴암마애불 등 주변에 문화재가 산재해 있고 최근 유물전시관을 건립할 계획이 추진되고 있어, 주거, 상업, 공업, 문화, 복지 등 다양한 분야에서 앞서가는 복합행정도시로 발전해 가고 있는 지역이다.

## 개요
1996년 3월 1일 양산군이 양산시로 승격되어 양산읍이 3개동으로 분동되면서 삼성동이 형성되었다. 3월 8일 구 양산읍 청사에서 개청하여 신기동, 북정동, 산막동, 호계동 4개의 법정동과 신기2, 신기3, 상신기, 서동, 중동, 하북정, 상북정, 동북정, 신북정, 산막, 호계의 11개 행정마을 관할하게 된다. 같은 해 6월 대단위 아파트단지의 형성으로 상북정을 상북정, 중북정(동원)으로 중동을 중동, 동중동, 서중동으로 분리하여 14개의 행정마을 관할하게 된다.
2000년 8월 대단위 아파트단지 형성으로 하북정을 하북정, 신하북정(대동2차@)으로 상북정을 상북정, 신상북정(대동빌라트)으로 분리하여 16개의 행정마을 관할하게 되며, 4월 신기구획정리지구의 택지조성과 자연마을내 원거리로 신기2를 신기2, 신기4리로 산막을 산막, 영동으로 분리하여 18개의 행정마을 관할 하게 되었다. 2002년 12월 북정구획정리지구의 택지조성으로 하북정을 하북정, 서북정으로 분리하여 현재의 19개 행정마을을 관할하게 되었다.

## 법정동
- 북정동
- 산막동
- 신기동
- 호계동

## 교육
- 신기초등학교
- 양산중학교
- 양산고등학교

## 아파트
| 단지명              | 건설사     | 시행사       | 주소                 | 입주       | 비고 |
| ------------------- | ---------- | ------------ | -------------------- | ---------- | ---- |
| 북정 2차 대동       | ㈜대동     | ㈜대동       | 북정로 86 (북정동)   | 1997년 8월 |      |
| 북정 3차 대동빌라트 | ㈜대동     | ㈜대동       | 북정로 118 (북정동)  | 1998년 9월 |      |
| 북정 네오파트       | 새롬성원㈜ | 한국토지신탁 | 북정서길 16 (북정동) | 2005년 5월 |      |